# 1348 Michel
Az 1348 Michel (ideiglenes jelöléssel 1933 FD) a Naprendszer kisbolygóövében található aszteroida. Sylvain Arend fedezte fel 1933. március 23-án, Uccleben.